# INSA-Consulere
INSA-Consulere (Eigenschreibweise: INSA-CONSULERE, oft kurz nur INSA genannt), das „Institut für neue soziale Antworten“, ist ein 2009 von Hermann Binkert gegründetes Markt- und Sozialforschungsinstitut mit Sitz in Erfurt, einer Niederlassung in Berlin, einem Servicebüro in Brüssel und einem hundertprozentigen Tochterunternehmen in Innsbruck (INSA-Austria). Das Unternehmen betreibt einen hauseigenen Verlag, den Consulere Verlag, der unter anderem die Forschungsergebnisse des Instituts veröffentlicht.

## Unternehmen

### Geschichte
Am 26. November 2009 gründete Hermann Binkert INSA-Consulere. Der ehemalige CDU-Politiker war bis zum 4. November 2009 Staatssekretär in der Thüringer Staatskanzlei und Bevollmächtigter des Freistaates Thüringen beim Bund. Gründungsziel sei dabei die Notwendigkeit von „Wettbewerb in der Meinungsforschung“ gewesen. Kunden des Unternehmens kommen aus der Politik, Wirtschaft und der Wissenschaft. Der jährliche Umsatz von INSA stieg im Jahr 2017 auf über eine Million Euro. Im selben Jahr wurde INSA als Innovationsführer des deutschen Mittelstandes mit dem TOP 100-Siegel geehrt. Der Preis TOP-Innovator 2017 wurde von Ranga Yogeshwar und Nikolaus Franke überreicht. Seit 2022 hat INSA-Consulere ein hundertprozentiges Tochterunternehmen in Österreich, INSA-Austria.

### Struktur
Neben dem Hauptsitz in Erfurt hat INSA-Consulere eine Niederlassung in Berlin im Haus der Bundespressekonferenz, ein Servicebüro in Brüssel und mit INSA-Austria eine hundertprozentige Tochter mit Sitz in Innsbruck. Der hauseigene Verlag der INSA-Consulere GmbH ist der Consulere Verlag, der wissenschaftliche Bücher herausgibt. Die INSA-Consulere GmbH unterstützt darüber hinaus das gemeinnützige Institut für neue soziale Antworten, das von der INSA-Stiftung gGmbH getragen wird.
Die INSA-Consulere GmbH ist Mitglied in den Branchenverbänden Arbeitskreis Deutscher Markt- und Sozialforschungsinstitute und Berufsverband Deutscher Markt- und Sozialforscher. Länderübergreifende Umfragen führt INSA im Verbund mit fünf weiteren europäischen Meinungsforschungsinstituten unter dem Namen «Euroskopia» durch.
Das Unternehmen beschäftigt zehn wissenschaftliche Mitarbeiter, zudem teilzeitangestellte Interviewer.

## Methoden und Umfragen

### Methoden
INSA ist ein Full-Service-Institut. Als quantitative Methoden nutzt INSA telefonische Befragungen, Online-Befragungen, Service-Tests, Face-to-Face-Befragungen und schriftliche Befragungen. INSA betreibt ein eigenes Telefonlabor für Telefonbefragungen. Daneben nutzt INSA verschiedene Panels für ihre Online-Befragungen, u. a. von Online-Marktforschungsinstituten wie YouGov, welche es dann mit eigenen Daten anreichert. Dieses Verfahren wurde verschiedentlich kritisiert, da Zweifel an der Repräsentativität der Umfragen auf Grundlage der Online-Daten bestanden. INSA arbeitet nach dem Qualitätsmanagement-System gemäß DIN EN ISO 9001:2015 sowie DIN ISO 20252:2012.

### Sonntagsfrage und Wahlumfragen für Medien
INSA ist hauptsächlich bekannt für die Sonntagsfrage („Wenn am nächsten Sonntag Bundestagswahl wäre …“), die jede Woche in der Bild-Zeitung, in der Bild am Sonntag und auf bild.de veröffentlicht wird. Hierzu gehört auch eine Potentialanalyse, d. h. eine Berechnung des maximal erreichbaren Potentials der Parteien. In der Vergangenheit benutzte INSA hierbei sowohl internetbasierte Befragung von gezielt ausgewählten Mitgliedern einer Personengruppe (Befragten-Pool) als auch T-O-Mix – also Befragung per Telefon und Online-Panel.
Bei der Europawahl 2024 erhob INSA die beste Vorwahlumfrage („Sonntagsfrage“) im Vergleich zu fünf anderen Instituten. Das Portal marktforschung.de stellte fest, dass INSA den Wahlausgang „fast perfekt vorhergesagt“ hatte. Im Vorfeld der Bundestagswahl 2021 sagte INSA den Wahlsieg des SPD-Kanzlerkandidaten Olaf Scholz voraus.
Neben der Sonntagsfrage für die Bundestagswahlen und Europawahlen erhebt INSA Umfragen zu Landtagswahlen in den Bundesländern. Teilweise werden auch Umfragen zu Kommunalwahlen durchgeführt. Die INSA-Wahlkreiskarte dient ähnlich wie die Angebote auf election.de oder wahlkreisprognose.de zur Übersicht der Erststimmenergebnisse in den Bundestagswahlkreisen.
INSA-Consulere arbeitet für viele deutschsprachige Medien wie Bild und Bild am Sonntag, Cicero, Freie Presse, Focus, Leipziger Volkszeitung, Nordkurier, Superillu, Thüringische Landeszeitung, Thüringer Allgemeine und Ostthüringer Zeitung. Ein Medienpartner in der Schweiz ist die Neue Zürcher Zeitung. In Österreich arbeitet INSA für eXXpress.

## Politische Verbindungen
Zum 10-jährigen Jubiläum 2019 sprachen Politiker unterschiedlicher Parteien für die „unabhängige Meinungsforschung“ von INSA ihre Anerkennung aus. Auf der Jubiläumsveranstaltungen redeten sowohl der Thüringer Ministerpräsident Bodo Ramelow (Die Linke) als auch der FDP-Parteivorsitzende Christian Lindner, sowie der Vorsitzende der CDU Thüringen Mike Mohring. Anwesenden waren zudem der Weihbischof Reinhard Hauke, Polens Botschafter Andrzej Przyłębski, der Leiter der BILD-Parlamentsredaktion Ralf Schuler und von der Geschäftsführer der Mediengruppe Thüringen Michael Tallai. Als Festredner sprach der indische Philosoph und Theologieprofessor Vishal Mangalwadi. Bei der Einweihung des aus- und umgebauten INSA-Hauses 2022 hielten abermals Politiker verschiedener Parteien Grußworte, darunter Erfurts Oberbürgermeister Andreas Bausewein (SPD), der Stellvertretende Ministerpräsident Georg Maier (SPD), Ex-Ministerpräsident Thomas Kemmerich (FDP) und der CDU-Landesvorsitzende Mario Voigt. Von Seiten der Bundesregierung gratulierte der Bundesfinanzminister Lindner per Video-Botschaft. Unter den Gästen der Segnung des Hauses durch Weihbischof Hauke waren auch die Europaabgeordnete Marion Walsmann (CDU), der ehemalige ZDF-Moderator Peter Hahne, sowie Journalisten von BILD, eXXpress, Grandios und Thüringische Landeszeitung.
Inhaber und Gründer Hermann Binkert ist Mitglied der Mittelstands- und Wirtschaftsunion, der Interessenvertretung der Unternehmer, Selbständigen und Freiberufler in der CDU/CSU. Kurzzeitig war er Mitglied des rechtskonservativen CDU-nahen Vereins Werteunion. Das Unternehmen erhebt neben Umfragen für Medien auch politische Umfragen für die rechtskonservative Junge Freiheit, die Evangelische Nachrichtenagentur idea oder die katholische Tagespost.
Laut Binkert bekommt sein Meinungsforschungsinstitut „Aufträge von allen Parteien im Bundestag und in den Landtagen.“ Dem Unternehmen sowie ihm selbst wurde eine Nähe zur AfD nachgesagt. Eine INSA-Tochter soll 2014 angeboten haben, Redeentwürfe für die Fraktion zu verfassen. Sie leistete 2014 Beratungstätigkeiten für die AfD-Fraktion im Thüringer Landtag um Björn Höcke. In den Jahren 2015 und 2016 bewegte Binkert sich im Umfeld der Partei, auch spendete er ihr 2013 Geld.
2017 gab Binkert dem Mitgliedermagazin Die Entscheidung der Jugendorganisation Junge Union, die nach eigenen Angaben zum Kundenkreis gehört, ein Interview, geführt vom damaligen Büroleiter Armin Laschets, Nathanael Liminski, der dem wertkonservativen Flügel der Union zugerechnet wird.
Leiter des Analyse-Stabes von INSA ist der Politikwissenschaftler Werner Patzelt. Er hatte 2018 als Mitglied des Vereins Werteunion eine politische Koalition von AfD und CDU in Sachsen bzw. eine von der AfD unterstützte Minderheitsregierung gefordert. Er schrieb 2015 ein Gutachten für sächsische AfD-Landtagsfraktion. Mittlerweile warnt Patzelt die CDU vor Koalitionen mit der AfD. Der frühere CDU-Bundestagsabgeordnete Thomas Dörflinger arbeitet mit seinem Unternehmen dtt consult & media e.K. als Gebietsrepräsentant für INSA-Consulere in Süddeutschland, der Schweiz und Österreich.
Im Dezember 2021 erhob das Unternehmen eine von der rechtspopulistischen Fraktion Identität und Demokratie im Europäischen Parlament beauftragte Umfrage zum Thema „Die Wahrheit über Migration: Was Europäer denken und wollen“ mit Befragten aus Deutschland, Österreich, Flandern, Frankreich, Italien, den Niederlanden, Spanien, Schweden und Ungarn. Im Europaparlament war INSA für alle dort vertretenen Gruppen tätig. Binkert referierte im Januar 2022 auf Einladung der CDU/CSU-Gruppe in der EVP-Fraktion zur „politischen Lage in Deutschland“ und präsentierte Ergebnisse zum „Vertrauensverlust in die Demokratie“.
Die INSA Stiftung veranstaltet politische Lesungen und Vorträge mit Journalisten und Politikern im Erfurter INSA-Haus. Gäste waren u. a. Robin Alexander (Welt), Chefredakteur Christoph Schwennicke (Cicero), Ex-Oberbürgermeisterin Susanne Gaschke (SPD), Sahra Wagenknecht (damals Linke) und der Historiker Rainer Zitelmann.

## Veröffentlichungen Consulere Verlag (Auswahl)
- Dieter Althaus/Hermann Binkert: Solidarisches Bürgergeld, Erfurt 2010, ISBN 978-3-8423-3197-6
- DIA Studie 50plus 2017, Einzigartigkeit des Alterns, durchgeführt vom Deutschen Institut für Altersvorsorge (DIA) und dem Meinungsforschungsinstitut INSA, Hermann Binkert, Klaus Morgenstern, mit Beiträgen von Dieter Althaus, Gabriele Beibst, Jens Spahn u. a., Erfurt 2018, ISBN 978-3-943520-05-7
- Katharina Loch, Nadine Birner: Der durchschnittliche Straßenzeitungsverkäufer in Berlin, Erfurt 2013, ISBN 978-3-943520-02-6